# Pompeova bolest
Pompeova bolest, glikogenoza tip II, a u upotrebi su i sinonimi kao što su nedostatak kisele maltaze i nedostatak kisele α-glukozidaze  je redak nasledni autosomno recesivni metabolički poremećaj izavan smanjenjem ilipotpunim nedostatkom enzima α-1,4-glukozidaze zbog mutacije gena koji kodiraju ovaj enzim (GAA). Bolest se karakteriše nakupljanjem glikogena u lizozomima svih ćelija, a najviše u ćelijama mišića, jetra, srca i mozga.
Simptomi bolesti mogu se razviti u različitom životnom uzrastu i sa manifestacijama različitog intenziteta, što u mnogome zavisi od prirode nastale mutacije i stepena preostale enzimske aktivnosti. Bez obzira
na širok klinički spektar, Pompeovu bolest karakteriše progresivna mišićna
slabost koja ne samo što ugrožava bolesnikovu sposobnost samostalnog kretanja već istovremeno kompromikuje i funkciju respiratornih organa.
Do sada su opisan tri različita oblika Pompeove bolesti: klasični infantilni, juvenilni i adultni oblik.
U procesu postavljanja dijagnoze Pompeove bolesti koriste se mnoge tehnike. Mada je jedini sigurni dokaz o postojanju Pompeove bolesti genetičko testiranje i određivanje aktivnosti α-glukozidaze.
Od 2006.godine dostupno je i zvanično odobreno enzimsko zamensko specifično lečenje za pacijenata sa Pompeovom bolesti.

## Istorija
Bolest skladištenja glikogena tipa II (GSDII) ili nedostatak kiselinske maltaze, ime je dobila po holendskom patologu Johannesu Cassianusu Pompeu, koji je 1932. godine koji je u obdukcijskom nalazu sedmomesečne devojčice napisao dijagnozu „Idiopatska hipertrofija miokarda i generalizovana slabost mišića“. On je u nalazu uočio pasivno skladištenje glikogena u gotovo svim tkivima. Iste godine, opisano je još desetak sličnih slučajeva. Znatno kasnije, došlo je do otkrića metaboličkog puta glikogena, novih ćelijskih organela, lizosoma i vezikula koje sadrže hidrolitičke enzime i kiseli intraluminalni pH.
Da enzim za razgradnju glikogena alfa-glukozidazu koja se normalno nalazi u lizosomu, nedostaje u Pompeovoj bolesti, otkrio je biohemičar Henri-Gery Hers 1963. godone, i pretpostavio da bi bi se i druge bolesti taloženja mogle objasniti kroz odsutnost drugih lizosomskih enzima. Međutim Pompeova bolest se razlikuje od drugih bolesti taloženja, po tome jer je prva dokumentovana lizosomska bolest skladištenja, od do danas otkrivenih više od 60 sličnih poremećaja.

## Epidemiologija
Kao i kod drugig rtkih bolesti, i kod Pompeove bolesti teško je tačno odrediti broj oboljelih. Procenjuje se da je ukupna incidencija svih oblika Pompeove bolesti u populaciji kreće oko 1:40.000.
Uččestalost ove bolesti varira u zavisnosti od geografskog područja i etničkej pripadnosti. Prema istraživanjima, Pompeova bolest se u svom infantilnom obliku češće javlja među pripadnicima crne rase i u području južne Kine i Tajvana (1 na 40-50 000 dece).  Za razliku od infantilnog, adultni oblik Pompeove bolesti javlja se sa nešto većom incidencijom u Holandiji.

## Patogeneza
Pompeova bolest spada u grupu lizosomalnih autosomno recesivnih genetskih bolesti. Gen koji se nalazi na hromosomu 17 (17q25.2-q25.3) kodira proizvodnju enzima alfaglikozidaze čija je uloga razgradnja α-1,4- i α-1,6- glikozidnih veza u glikogenu u glukozu unutar lizosoma.
Simptomi bolesti mogu se razviti u različitom periodu života i sa različitim intenzitetom, što zavisi od prirode nastale mutacije ti stepena preostale enzimske aktivnosti. 
Mutacija se najčešće pronalazi u zatvorenim krugovima poput manje populacije ili unutar jedne porodice a pacijenti su najčešće složeni heterozigoti za navedenu mutaciju. Mutacija pogađa bilo koji od koraka u procesu sinteze enzima, posttranslacijske modifikacije, lizosomalnog prometa i proteolitičke obrade α - glukozidaze. Budući da se radi o nedostatku enzima koji jedini ima sposobnost razgradnje glikogena u glukozu u kiselom mediju, kao što je to slučaj unutar lizosoma, dolazi do nakupljanja glikogena u toj organeli što dovodi do njenog povećanja.
Lizosomi igraju bitnu ulogu u autofagocitozi, procesu razgradnje disfunkcionalnih ili suvišnih delova ćelija na sastavne delove kako bi se ponovno mogli koristiti kao materijal za sintezu.
Brojne lizosomalne bolesti nakupljanja imaju zajednički defekt autofagocitoze zbog nemogućnosti spajanja autofagosoma i lizosoma, što vodi do nakupljanja poliubikvitiniranih proteinskih agregata, disbalansa homeostaze kalcijuma, nakupljanja toksičnih nerazgradivih materijala, disfunkcije mitohondrija, nakupljanja lipofuscina nevezanog uz starost pacijenta i konačno i do smrti ćelije. Oštećeni lizosomi mogu sami po sebi postati supstrat autofagocitozi. 
Navedeno je dokazano u bioptatu pacijenata sa Pompeovom bolešću, kod kojih je imunohistokemijski dokazan proces  razgradnje lizosoma – lizofagija.  Zbog redukcije funkcije i broja lizosoma, ćelije postepeno gube mogućnost nabavke uobičajeno dostupnog korisnog materijala za sintezu kroz proces autofagocitoze. Vremenom se zbog nakupljanja povećava oksidativni stres koji ćaliju vodi u apoptozu.  Kako su najveće metaboličke potrebe i najveće fiziološka nakupljanja glikogena u srcu, jetri i skeletnim mišićima, upravo su ta tkiva najviše pogođena ovom bolešću.

## Dijagnoza
U ranom obliku, novorođenče  se loše hraniti, što uzrokuje nedostatke u napredovanju ili otežano disanje. Uobičajena početna ispitivanja uključuju:
Sikovne metode
Slikovne metode kao što su rentgenogram (RTG) srca i pluća, ultrazvuk (UZV) mišića i magnetna rezonanca (MR) nužne su u procesu postavljanja dijagnoze klasičnog infantilnog oblika Pompeove bolesti.
Budući da se klasični infantilni oblik Pompeove bolesti manifestuje  kardiomegalijom koja je neretko sa opstrukcijom bronhalnog stabla dovodi do oštećenja ventilacije i rekurentnih pneumonija, RTG srca i pluća pokazao se korisnim dijagnostičkim postupkom. 
U evaluaciji kardiomiopatije, koristi se UZV srca. Ultrazvučni pregled skeletnih mišića nije od velike važnosti, ali može pomoći u slučaju adultnog oblika Pompeove bolesti. (6) 
Magnetna rezonanca koristi se u proceni obima zahvaćanja skeletne muskulature u adultnom i juvenilnom obliku bolesti. Inicijalno, MR pokazuje promene na mišićima natkolenice, karličnog pojasa, respiratorne i paraspinalne muskulature i jezika dok mišići potkoljenice, m. gracillis i m. sartorius ostaju najduže očuvani. Osim toga, MR pomaže u pravilnom odabiru mišića za biopsiju. (24)
Elektrokardiogram i ehokardiografija
Kod ovih metoda nalazimo proširenost srca sa nespecifičnim provodnim mahanizmmima. 
Elektromiografija
Elektromiografija se u početku može koristiti za razlikovanje Pompeovog sindoma od ostalih uzroka slabosti udova. 
Biohemijske analize
Biohemijska ispitivanja, koja uključuju serum kreatinin-kinazu, koja je tipično povećana 10 puta i, sa manjim povišenjima serumskih aldolaza, aspartat-transaminaza, alanin-transaminaza i lakto-dehidrogenaza.
Konačna djagnoza se postavlja procenom aktivnosti kiselinske alfa glukozidaze, bilo u biopsiji kože (fibroblasti), biopsiji mišića (mišićne ćelije) ili u belim krvnim zrncima. Izbor uzorka zavisi od mogućnosti  dijagnostičke laboratorije. Ovi nalazi omogućavaju da se dijagnoza procenjuje na osnovu aktivnost enzima u odgovarajućem uzorku.
U kasnom obliku, kod odrasla osoba će se pojaviti postupna progresivna slabost ruku i nogu, uz pogoršanje respiratorne funkcije.  
Nalazi na biohemijskim testovima slični su nalazima kod infantilnog oblika, s tim  da kreatin-kinaza u nekim slučajevima može biti normalna.

## Diferencijalna dijagnoza
Iako prisustvo trijasa: mišićna hipotonija, miopatija i kardiomegalije u novorođenčadi uvek mora ukazati na klasičan infantilni oblik Pompeove bolesti, postoji velik broj retkih bolesti sa sličnim fenotipom. Tu ubrajamo retke nasledne bolesti kao što su:
- glikogenoza tipa III (Forbsova bolest),
- glikogenoza tip IV (amilopektinoza),
- miofibrilarna miopatija,
- deficijencije u lipidnom metabolizmu i mnoge druge.

Dok se slabost karličnog i ramenog pojasa i aksijalne muskulature osim u juvenilnom obliku javlja i u Beckerovoj mišićnoj distrofiji. 
Diferencijalna dijagnoza adultnog oblika Pompeove bolesti obuhvata:
- mišićne distrofije,
- miasteniju gravis,
- inflamatorne mišićne bolesti,
- strukturalne  metaboličke miopatije i mnoge druge.[13]

## Grupe za podršku obolelima
Oboleli od Pompeove bolesti neretko imaju narušen  kvalitet  života i u nemogućnosti su da obavljaju svakodnevne aktivnosti zbog čega se susreću sa mnogim socijalnim problemima, a  često su izloženi i izolaciji z društva. U tom smislu širom sveta osnovaju se grupe za podršku obolelima od Pompeove bolesti koje pružaju ne samo međusobno razumevanje i utehu, već daju informacije o najnovijim istraživanjima i terapijskim mogućnostima.

## Literatura
- Unić J, Infantilni oblik Pompeove bolesti, Medicinski fakultet Sveučilišta u Zagrebu, Zagreb, 2017.
- Ploeg A, Reuser A, Pompe's disease, The Lancet, 2008.
- Chien H.Y, Hwu L.W, Lee C.N, Pompe Disease: Early Diagnosis and Early Treatment Make a Difference, Pediatrics and Neonatology, 2013.
- Dujmović D, Pompeova bolest, Medicinski fakultet Sveučilišta u Zagrebu, Zagreb, 2017.

## Spoljašnje veze
- GeneReview/NIH/UW entry on Glycogen Storage Disease Type II (Pompe Disease)
- Understanding Pompe Disease - US National Institute of Arthritis and Musculoskeletal and Skin Diseases
- Retku bolest glikogenozu ima 50 pacijenata - www.politika.rs

|  | Molimo Vas, obratite pažnju na važno upozorenje u vezi sa temama iz oblasti medicine (zdravlja). |